# Pop Drunk Snot Bread
| Recensione | Giudizio |
| ---------- | -------- |
| Kerrang!   |          |

Pop Drunk Snot Bread è l'undicesimo album in studio del gruppo musicale pop punk statunitense Bowling for Soup, pubblicato nel 2022.

## Tracce
1. Greatest of All Time – 2:38 (Jaret Reddick, Linus Dotson)
2. I Wanna Be Brad Pitt – 2:51 (Reddick)
3. Hello Anxiety – 2:35 (Reddick, Dotson)
4. Getting Old Sucks (But Everybody's Doing It) – 3:44 (Reddick, Rob Felicetti)
5. Bowling for Soup Pee Break – 0:42
6. The Best We Can – 4:12 (Reddick, Dotson)
7. Alexa Bliss – 3:07 (Reddick, Dotson)
8. Burn Out – 3:35 (Reddick, Dotson)
9. June Carter Cash (Lost and Found) – 3:04 (Reddick, Felicetti)
10. Public Service Announcement – 0:39
11. Killin' 'Em with Kindness – 3:11 (Reddick)
12. Wouldn't Change a Thing – 3:32 (Reddick, Zachary David Maloy)
13. The Letter 3 (Sitcom Song) – 3:49 (Reddick, Dotson, Felicetti)
14. After All These Beers – 3:18 (Reddick, JoePending, Dotson)
15. Greatest of All Time (Reprise) – 1:01
16. Belgium (ghost track) – 3:49 (Reddick, Erik Chandler)

Durata totale: 45:47

## Classifiche
| Classifica (2022)          | Posizione raggiunta |
| -------------------------- | ------------------- |
| Regno Unito (download)     | 27                  |
| Regno Unito (independent)  | 37                  |
| Regno Unito (physical)     | 73                  |
| Regno Unito (rock & metal) | 13                  |

## Formazione
- Jaret Reddick – voce, chitarra ritmica
- Chris Burney – chitarra solista, cori
- Rob Felicetti – basso, cori
- Gary Wiseman – batteria, cori